# 충주교현초등학교
충주교현초등학교는 대한민국 충청북도 충주시 교현동에 위치한 공립 초등학교이다.

## 연혁
- 1896년 9월 17일 충청북도 관찰부 충주공립소학교 설치[1][2](성남동 옛 충주세무서 자리)
- 1905년 4월 4일 충주향교 명륜당으로 이전
- 1906년 2월 5일 공립충주보통학교 개교
- 1911년 11월 1일 충주공립보통학교(4년제)로 개칭
- 1921년 4월 1일 6년제로 변경
- 1932년 9월 1일 현 위치에 교사 신축 이전
- 1937년 4월 1일 충주제1공립보통학교로 개칭
- 1938년 4월 1일 충주교현공립심상소학교 개편[3]
- 1941년 4월 1일 충주교현공립국민학교 개편[4]
- 1950년 6월 5일 충주교현국민학교 개명
- 1978년 3월 11일 병설유치원 개원
- 1987년 8월 8일 도서관 개축 낙성
- 1993년 11월 3일 교현 전통관 개관
- 1996년 3월 1일 충주교현초등학교로 개칭[5]
- 1996년 9월 15일 충주교현초등학교 100주년 기념행사
- 1997년 1월 29일 멀티미디어교육실 개원식, 유치원원사 개원식
- 1998년 10월 20일 행정 정보실 설치
- 2007년 9월 12일 과학실 현대화 사업
- 2008년 12월 29일 운동장 인조잔디 구장 및 서편 통학로 조성
- 2013년 1월 31일 나래관 리모델링
- 2013년 12월 18일 축구부 휴게실(꿈돌이 웅비관) 준공
- 2013년 12월 18일 교현 전통관 리모델링
- 2014년 2월 26일 돌봄교실 리모델링
- 2014년 4월 11일 복지실 리모델링
- 2014년 9월 25일 화장실 현대화 사업 완료
- 2018년 7월 27일 Wee클래스 구축
- 2018년 11월 13일 과학실 현대화사업 공사
- 2021년 1월 15일 제112회 졸업식(총수 28305명)
- 2021년 3월 1일 윤덕진 교장(43대) 부임
- 2021년 3월 1일 13학급 편성(265명)

## 같이 보기
- 충주교현초등학교 축구단

## 참고 자료
- 충주교현초등학교 - 한국교육학술정보원 학교알리미